# Macon County, Alabama
Macon County är ett administrativt område i delstaten Alabama, USA, med 21 452 invånare. Den administrativa huvudorten (county seat) är Tuskegee. 

## Geografi
Enligt United States Census Bureau så har countyt en total area på 1 588 km². 1 581 km² av den arean är land och 7 km² är vatten.

### Angränsande countyn
- Tallapoosa County - nord
- Lee County - nordöst
- Russell County - sydöst
- Bullock County - syd
- Montgomery County - sydväst
- Elmore County - nordväst